# Erik Swoope
Erik Swoope (* 8. května 1992,v Lake Elsinore, stát Kalifornie, Spojené státy americké|USA) je hráč amerického fotbalu nastupující na pozici Tight enda za tým Indianapolis Colts v National Football League. Basketbal hrál za University of Miami, po Draftu NFL 2014, kdy si ho nevybral žádný tým, podepsal smlouvu s týmem Indianapolis Colts.

## Vysoká škola a univerzita
Thornton navštěvoval Harvard-Westlake High School čtyři roky, ale nevěnoval se americkému fotbalu, ale basketbalu. V posledním ročníku zaznamenal v průměru 21,8 bodu, 8,9 doskoku, 1,6 asistence a 1,5 bloku na zápas. Na University of Miami nastoupil do 110 basketbalových utkání, ve kterých si připsal celkem 291 bodů, 186 doskoků, 31 asistencí a 25 bloků.

## Profesionální kariéra
Poté, co si ho nevybral žádný tým během sedmi kol Draftu NFL 2014, Swoope jako volný hráč podepsal 11. května 2014 smlouvu se Indianapolis Colts. Po dvou sezónách na lavičce byl 30. prosince 2015 dopsán na soupisku poté, co se zranil Dwayne Allen.